# نهر جوي

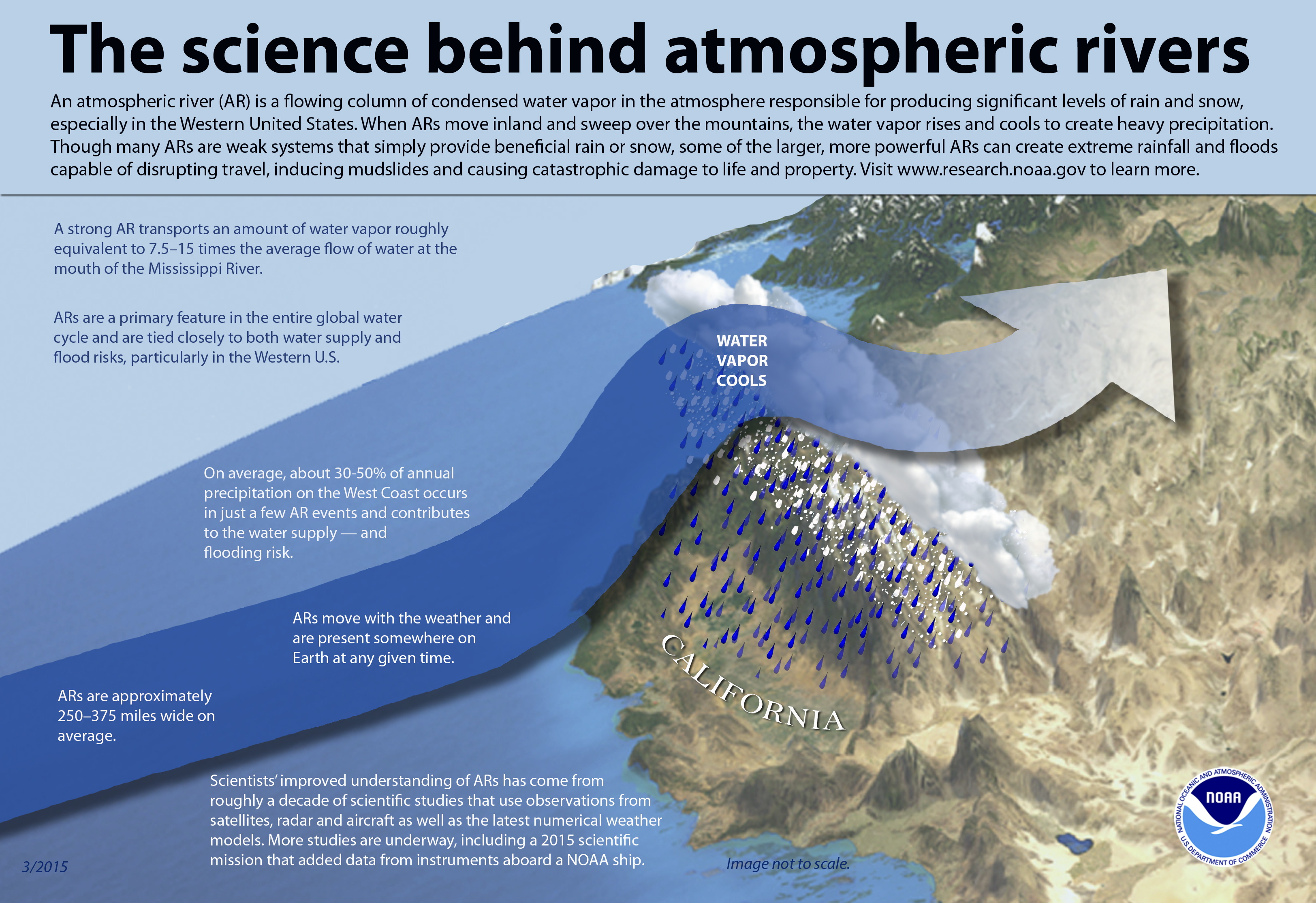
توضيح من الهيئة الوطنية للأرصاد الجوية بشأن الأنهار الجوية

النهر الجوي atmospheric river (AR) هو ممر ضيق أو خيط من الرطوبة المُركزة في الغلاف الجوي. يوجد أسماء أخرى لهذه الظاهرة مثل عمود استوائي tropical plume، اتصال استوائي tropical connection، عمود رطوبة moisture plume، ارتفاع بخار الماء water vapor surge، وحزام السُحب cloud band.

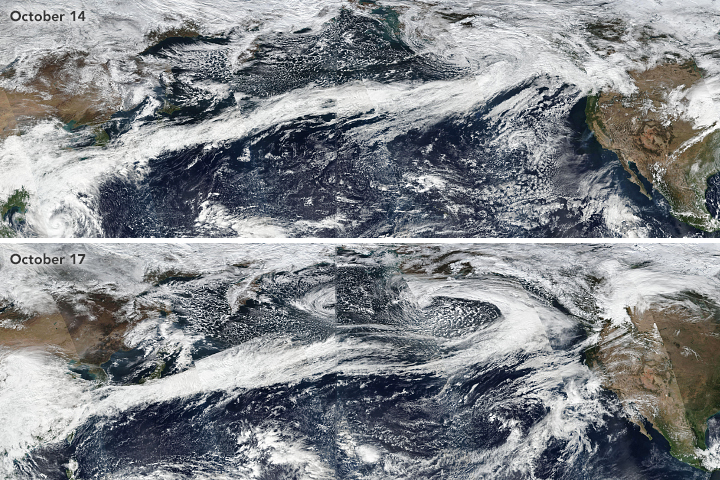
صور مركبة من الأقمار الصناعية لنهر جوي يربط آسيا بأمريكا الشمالية في أكتوبر 2017

تتكون الأنهار الجوية من نطاقات ضيقة من نقل بخار الماء المُعزز، وتوجد عادةً على طول الحدود بين مناطق كبيرة من تدفق الهواء السطحي المتباعد، بما في ذلك بعض الجبهات الهوائية المرتبطة بالأعاصير خارج المدارية التي تتشكل فوق المحيطات. وتُعد عواصف الأناناس السريع Pineapple Express هي النوع الأكثر شيوعًا والمعروف من الأنهار الجوية؛ ويرجع الاسم إلى أعمدة بخار الماء الدافئ التي تنشأ فوق المناطق الاستوائية في هاواي والتي تتبع مسارات مختلفة نحو غرب أمريكا الشمالية، وتصل إلى خطوط العرض من كاليفورنيا وشمال غرب المحيط الهادئ إلى كولومبيا البريطانية وحتى جنوب شرق ألاسكا.
في بعض أجزاء من العالم، يُتوقع أن تؤدي التغيرات في الرطوبة الجوية والحرارة الناجمة عن تغير المناخ إلى زيادة شدة وتواتر الظواهر الجوية المتطرفة والفيضانات الناجمة عن الأنهار الجوية. ومن المتوقع أن يكون هذا الأمر بارزًا بشكل خاص في غرب الولايات المتحدة وكندا.

## الوصف

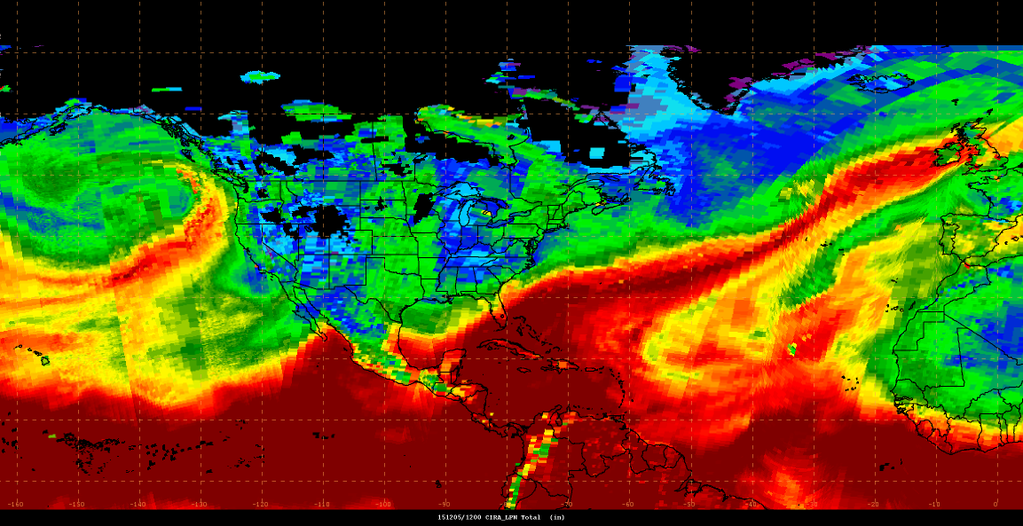
صور متعددة الطبقات للمياه القابلة للهطول في الأنهار الجوية القوية في 5 ديسمبر 2015. الأول بسبب العاصفة ديزموند Storm Desmond، امتد من منطقة البحر الكاريبي إلى المملكة المتحدة؛ والثاني انطلق من الفلبين وعبر المحيط الهادئ وامتد إلى الساحل الغربي لأميركا الشمالية.

صاغ الباحثين ريجينالد نيويل ويونج تشو من معهد ماساتشوستس للتكنولوجيا هذا المصطلح في أوائل التسعينيات ليعكس ضيق أعمدة الرطوبة المعنية. يبلغ طول الأنهار الجوية عادة عدة آلاف من الكيلومترات وعرضها بضع مئات من الكيلومترات فقط، ويمكن لنهر واحد أن يحمل تدفقًا من المياه أكبر من أكبر نهر على وجه الأرض، نهر الأمازون. يوجد عادة ما بين 3 إلى 5 من هذه الأعمدة الضيقة في نصف الكرة الأرضية في أي وقت. وقد تزايدت هذه الظاهرة في شدتها قليلاً على مدى القرن الماضي.
في مجال البحث الحالي للأنهار الجوية، تُستخدام عوامل الطول والعرض الموصوفة أعلاه بالتزامن مع عمق بخار الماء المتجمع الذي يزيد عن 2.0سم كمعايير لتصنيف الأحداث الجوية النهرية.
وقد وصفتها مقالة في يناير 2019 في Geophysical Research Letters بأنها "أعمدة طويلة متعرجة من بخار الماء تنشأ غالبًا فوق المحيطات الاستوائية وتجلب هطول أمطار غزيرة مستمرة إلى السواحل الغربية لأمريكا الشمالية وشمال أوروبا".
ومع تقدم تقنيات نمذجة البيانات، أصبحت النقل المتجمع لبخار الماء (integrated water vapor transport IVT) نوعًا أكثر شيوعاً من البيانات المستخدمة لتفسير الأنهار الجوية. وتكمن قوتها في قدرتها على إظهار نقل بخار الماء على مدار خطوات زمنية متعددة بدلاً من قياس متوقف لعمق بخار الماء في عمود هوائي محدد (integrated water vapor - IWV). بالإضافة إلى ذلك، يتم إرتباط IVT بشكل مباشر بالتمطر الأوروغرافي orographic precipitation، وهو عامل رئيس في حدوث الأمطار المرتفعة وما يتبعها من فيضانات لاحقة.

### الحجم
| الفئة      | قوة      | تأثير                      | الحد الأقصى لـ IVT | مدة        |
| ---------- | -------- | -------------------------- | ------------------ | ---------- |
| 1          | ضعيف     | مفيد في المقام الأول       | ≥500–750           | <24 ساعة   |
| 1          | ضعيف     | مفيد في المقام الأول       | ≥250–500           | 24-48 ساعة |
| 2          | معتدل    | مفيد في الغالب، وخطير أيضًا | ≥750–1000          | <24 ساعة   |
| 2          | معتدل    | مفيد في الغالب، وخطير أيضًا | ≥500–750           | 24-48 ساعة |
| 2          | معتدل    | مفيد في الغالب، وخطير أيضًا | ≥250–500           | >48 ساعة   |
| 3          | قوي      | التوازن بين المفيد والضار  | ≥1000–1250         | <24 ساعة   |
| 3          | قوي      | التوازن بين المفيد والضار  | ≥750–1000          | 24-48 ساعة |
| 3          | قوي      | التوازن بين المفيد والضار  | ≥500–750           | >48 ساعة   |
| 4          | أقصى     | في الغالب خطير، ومفيد أيضًا | ≥1250              | <24 ساعة   |
| 4          | أقصى     | في الغالب خطير، ومفيد أيضًا | ≥1000–1250         | 24-48 ساعة |
| 4          | أقصى     | في الغالب خطير، ومفيد أيضًا | ≥750–1000          | >48 ساعة   |
| 5          | استثنائي | خطير في المقام الأول       | ≥1250              | 24-48 ساعة |
| 5          | استثنائي | خطير في المقام الأول       | ≥1000              | >48 ساعة   |
| ملحوظات 1. |          |                            |                    |            |

في فبراير 2019، أصدر مركز الظواهر الجوية والمائية المتطرفة الغربية (Center for Western Weather and Water Extremes CW3E) في مؤسسة سكريبس لعلوم المحيطات Scripps Institution of Oceanographyمقياسًا من خمسة مستويات لتصنيف الأنهار الجوية، تتراوح من "ضعيفة" إلى "استثنائية" في القوة، أو "مفيدة" إلى "خطيرة" في التأثير. جرى تطوير المقياس بواسطة F. Martin Ralph، مدير مركز CW3E، والذي تعاون مع Jonathan Rutz من هيئة الأرصاد الجوية الوطنية وخبراء آخرين. يأخذ المقياس في الاعتبار كمية بخار الماء المنقولة ومدة الحدث. تحصل الأنهار الجوية على مرتبة أولية وفقًا لمتوسط نقل بخار الماء المتجمع رأسياً لمدة 3 ساعات. تُخفَّض رتبة تلك التي تستمر أقل من 24 ساعة بمرتبة واحدة، في حين تُزاد رتبة تلك التي تستمر لأكثر من 48 ساعة.
تتضمن أمثلة فئات الأنهار الجوية المختلفة العواصف التاريخية التالية:
1. 2 فبراير 2017؛ استمرت لمدة 24 ساعة
2. 19-20 نوفمبر 2016؛ استمرت لمدة 42 ساعة
3. 14-15 أكتوبر 2016؛ استمرت لمدة 36 ساعة وأنتجت 5-10 بوصات من الأمطار
4. 8-9 يناير 2017؛ استمرت لمدة 36 ساعة وأنتجت 14 بوصة من الأمطار
5. 29 ديسمبر 1996 – 2 يناير 1997؛ استمرت لمدة 100 ساعة وتسببت في خسائر بأكثر من 1 دولار مليار دولار من الأضرار

في المتوسط، يحدث نهر جوي على ساحل ولاية أوريغون من الفئة 4 كل عام؛ وأما في ولاية واشنطن فيحدث نهرًا جويًا من الفئة 4 كل عامين؛ بينما في منطقة خليج سان فرانسيسكو فيحدث نهرًا جويًا واحدًا من الفئة 4 كل ثلاث سنوات؛ وفي جنوب كاليفورنيا تشهد عادةً نهرًا جويًا واحدًا من الفئة 2 أو الفئة 3 كل عام، إضافة إلى نهر جوي واحد من الفئة 4 كل عشر سنوات.
الاستخدام: في الممارسة العملية، يمكن استخدام مقياس النهر الجوي للإشارة إلى "الظروف" دون الإشارة إلى كلمة "الفئة"، كما في هذا المقتطف من موجز CW3E Scripps على تويتر: "من المتوقع أن يجلب النهر الجوي في أواخر الموسم هطول الأمطار إلى المرتفعات العالية فوق شمال كاليفورنيا وغرب أوريجون وواشنطن هذا الأسبوع، مع توقع ظروف AR 3 فوق جنوب أوريجون."

## التأثيرات
تلعب الأنهار الجوية دورًا محوريًا في دورة المياه العالمية. في أي يوم معين، تشكل الأنهار الجوية أكثر من 90% من نقل بخار الماء العالمي (من الشمال إلى الجنوب)، ومع ذلك فهي تغطي أقل من 10% من أي خط عرض خارج مداري معين. ومن المعروف أيضًا أن الأنهار الجوية تساهم في قرابة 22% من إجمالي الجريان السطحي العالمي total global runoff.
كما أنها السبب الرئيس لأحداث هطول الأمطار الشديدة التي تسبب فيضانات شديدة في العديد من المناطق الساحلية الغربية في خطوط العرض المتوسطة من العالم، بما في ذلك الساحل الغربي لأمريكا الشمالية، وأوروبا الغربية، والساحل الغربي لشمال إفريقيا، وشبه الجزيرة الأيبيرية وإيران ونيوزيلندا. وعلى نحو مماثل، ارتبط غياب الأنهار الجوية بحدوث حالات الجفاف في عدة أجزاء من العالم، بما في ذلك جنوب أفريقيا وإسبانيا والبرتغال.

### الولايات المتحدة

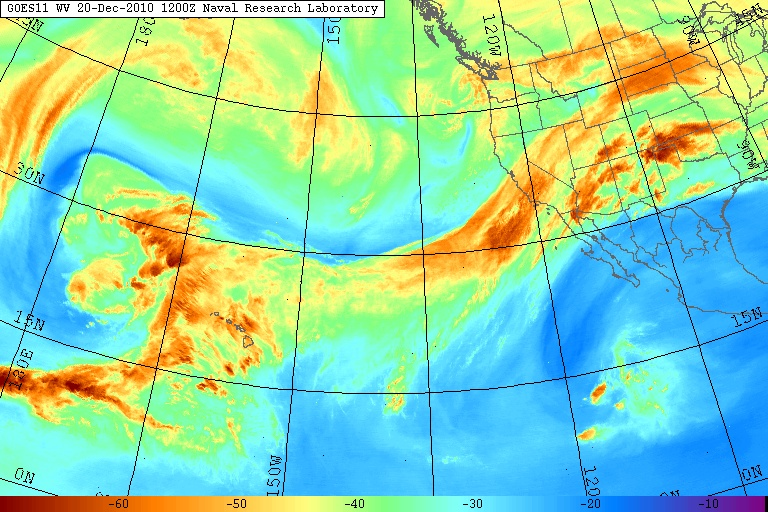
صور بخار الماء في شرق المحيط الهادئ من القمر الصناعي GOES 11، تظهر نهرًا جويًا كبيرًا عبر كاليفورنيا في ديسمبر 2010. تسبب هذا النظام العاصف الشديد بشكل خاص فيما يصل إلى من الأمطار في كاليفورنيا وما يصل إلى من تساقط الثلوج في سييرا نيفادا خلال الفترة من 17 إلى 22 ديسمبر 2010.

إن عدم ثبات هطول الأمطار في كاليفورنيا يرجع إلى التباين في قوة وكمية هذه العواصف، والتي يمكن أن تؤدي إلى تأثيرات شديدة على كمية المياه في كاليفورنيا. إن العوامل المذكورة أعلاه تجعل من كاليفورنيا حالة دراسية مثالية لإظهار أهمية إدارة المياه بشكل صحيح والتنبؤ بهذه العواصف. يمكن بناء ودراسة أهمية الأنهار الجوية في التحكم في كميات المياه الساحلية مقارنة بتسببها في الفيضانات الضارة من خلال النظر إلى كاليفورنيا والمنطقة الساحلية المحيطة بها في غرب الولايات المتحدة. في هذه المنطقة، ساهمت الأنهار الجوية بنسبة 30-50% من إجمالي هطول الأمطار السنوي وفقًا لدراسة أجريت عام 2013. أكد تقرير التقييم الوطني الرابع للمناخ (National Climate Assessment NCA)، الذي أصدره برنامج أبحاث التغير العالمي في الولايات المتحدة (U.S. Global Change Research Program USGCRP) في 23 نوفمبر 2018 أنه على طول الساحل الغربي للولايات المتحدة، تتدفق الأنهار الجوية التي تضرب اليابسة "تمثل 30% إلى 40% من الأمطار والغطاء الثلجي. وترتبط هذه الأنهار الجوية التي تهبط على اليابسة بأحداث فيضانات شديدة في كاليفورنيا وغيرها من الولايات الغربية."
يتكون فريق USGCRP من ثلاث عشرة وكالة فيدرالية هي: وزارة الزراعة، ووزارة التجارة، ووزارة الدفاع، ووزارة الطاقة، ووزارة الصحة والخدمات الإنسانية، ووزارة الداخلية، ووزارة الخارجية، ووزارة النقل، ووكالة حماية البيئة، ووكالة ناسا، ومؤسسة العلوم الوطنية، ومؤسسة سميثسونيان، والوكالة الأمريكية للتنمية الدولية. وقد أفاد الفريق بمساعدة "1000 شخص، من بينهم 300 عالم بارز، نصفهم تقريبًا من خارج الحكومة" أنه "مع ارتفاع درجة حرارة العالم، من المرجح أن تزداد الأنهار الجوية التي تضرب الساحل الغربي" في "التكرار والشدة" بسبب "زيادة التبخر وارتفاع مستويات بخار الماء في الغلاف الجوي".
استنادًا إلى تحليلات إعادة التحليل الإقليمي لأمريكا الشمالية (North American Regional Reanalysis NARR)، خلص فريق بقيادة بول جيه نايمان من الإدارة الوطنية للمحيطات والغلاف الجوي (NOAA) في عام 2011 إلى أن الأعاصير المدارية التي ضربت اليابسة كانت "مسؤولة عن جميع تدفقات الذروة اليومية السنوية تقريبًا (annual peak daily flow APDF) في غرب واشنطن" من عام 1998 حتى عام 2009.
وفقًا لمقال نُشر في 14 مايو 2019 في صحيفة ميركوري نيوز في سان خوسيه، كاليفورنيا، فإن الأنهار الجوية، "أحزمة النقل العملاقة للمياه في السماء"، تتسبب في أنظمة العواصف الغنية بالرطوبة "Pineapple Express" التي تأتي من المحيط الهادئ عدة مرات سنويًا وتمثل قرابة 50% من هطول الأمطار السنوي في كاليفورنيا. وقال مارتي رالف، مدير مركز جامعة كاليفورنيا في سان دييغو للطقس الغربي والظواهر المائية المتطرفة، وهو أحد خبراء الولايات المتحدة في العواصف النهرية الجوية وكان نشطًا في أبحاث الواقع المعزز لسنوات عديدة، إن الأنهار الجوية أكثر شيوعًا في فصل الشتاء. على سبيل المثال، من أكتوبر 2018 إلى ربيع عام 2019، كان هناك 47 نهراً جوياً، 12 منها صُنفت على أنها قوية أو متطرفة، في واشنطن وأوريجون وكاليفورنيا. إن الأنهار الجوية النادرة التي حدثت في مايو 2019، والتي صُنفت ضمن الفئة الأولى والفئة الثانية، مفيدة من حيث منع حرائق الغابات الموسمية، ولكن "التقلبات بين الأمطار الغزيرة وحرائق الغابات المستعرة" تثير تساؤلات حول الانتقال من "فهم تغير المناخ إلى فهم ما يجب فعله حيال ذلك".
تسببت الأنهار الجوية في أضرار بلغت في المتوسط 1.1 مليار دولار سنويًا، ومعظمها في مقاطعة سونوما، كاليفورنيا، وفقًا لدراسة أجريت في ديسمبر 2019 بواسطة مؤسسة سكريبس لعلوم المحيطات في جامعة كاليفورنيا في سان دييغو وفيلق مهندسي الجيش الأمريكي، والتي حللت البيانات من برنامج التأمين الوطني ضد الفيضانات والخدمة الوطنية للأرصاد الجوية. ووجدت الدراسة أن عشرين مقاطعة فقط عانت من ما يقرب من 70% من الأضرار، وأن أحد العوامل الرئيسية في حجم الأضرار كان على ما يبدو عدد العقارات الواقعة في سهل فيضي. كانت هذه المقاطعات:
- Snohomish County, WA ($1.2 billion)
- King County, WA ($2 billion)
- Pierce County, WA ($900 million)
- Lewis County, WA ($3 billion)
- Cowlitz County WA ($500 million)
- Columbia County, OR ($700 million)
- Clackamas, County, OR ($900 million)
- Washoe County, NV ($1.3 billion)
- Placer County, CA ($800 million)
- Sacramento County, CA ($1.7 billion)
- Napa County, CA ($1.3 billion)
- Sonoma County, CA ($5.2 billion)
- Marin County, CA ($2.2 billion)
- Santa Clara County, CA ($1 billion)
- Monterey County, CA ($1.3 billion)
- Los Angeles County, CA ($2.7 billion)
- Riverside County, CA ($500 million)
- Orange County, CA ($800 million)
- San Diego County, CA ($800 million)
- Maricopa County, AZ ($600 million)

### كندا
وفقًا لمقال نُشر في 22 يناير 2019 في Geophysical Research Letters، فإن حوض نهر فريزر (Fraser River Basin FRB)، وهو "حوض مائي يهيمن عليه الثلج" في كولومبيا البريطانية، مُعرَّض لتأثيرات جوية عاتية تضرب اليابسة، والتي تنشأ فوق المحيط الهادئ الاستوائي والتي تجلب "هطول أمطار غزيرة ومستمرة" طوال أشهر الشتاء. ويتوقع الباحثون، استناداً إلى نماذجهم، أن "أحداث هطول الأمطار الشديدة الناتجة عن الأنهار الجوية قد تؤدي إلى فيضانات سنوية قصوى ذات أبعاد تاريخية، وبتواتر غير مسبوق، بحلول أواخر القرن الحادي والعشرين في حوض نهر فريزر".
في نوفمبر 2021، حدثت فيضانات هائلة في حوض نهر فريزر بالقرب من فانكوفر بسبب سلسلة من الأنهار الجوية.

### إيران
وفي حين أظهرت مجموعة كبيرة من الأبحاث تأثير الأنهار الجوية على الكوارث الطبيعية المرتبطة بالطقس في غرب الولايات المتحدة وأوروبا، إلا أننا لا نعرف إلا القليل عن آلياتها ومساهمتها في الفيضانات في الشرق الأوسط. ومع ذلك، تبين أن نهرًا جويًا نادرًا مسؤول عن الفيضانات القياسية في مارس 2019 في إيران والتي أدت إلى إتلاف ثلث البنية التحتية في البلاد وقتل 76 شخصًا.
سُمي هذا النهر الجوي باسم دنا Dena، نسبة إلى إحدى قمم جبال زاغروس، التي لعبت دورًا حاسمًا في تكوين الأمطار. بدأ نهر دنا الجوي AR Dena مسيرته الطويلة التي بلغت 9000 كم من المحيط الأطلسي وسافر عبر شمال أفريقيا قبل أن يصل فوق جبال زاغروس. وقد وفرت الظروف الجوية الشاملة المحددة، بما في ذلك التفاعلات الاستوائية - خارج الاستوائية للنفثات الجوية، ودرجات حرارة سطح البحر الدافئة بشكل غير طبيعي في جميع الأحواض المحيطة، المكونات الضرورية لتشكيل هذا المناخ الاستوائي. وكان نقل المياه بواسطة نهر دنا الجوي يعادل أكثر من 150 ضعفًا من إجمالي تدفق الأنهار الأربعة الرئيسية في المنطقة (دجلة والفرات وكارون والكرخة).
جعلت الأمطار الغزيرة موسم الأمطار 2018-2019 هو الأكثر رطوبة في نصف القرن الماضي، وهو تناقض حاد مع العام السابق، الذي كان الأكثر جفافا خلال نفس الفترة. وبالتالي، فإن هذا الحدث يعد مثالاً واضحاً على التحولات السريعة من الجفاف إلى الرطوبة وتكثيف الظواهر الجوية المتطرفة، والتي قد تكون ناجمة عن تغير المناخ.

### أستراليا
في أستراليا، ترتبط نطاقات السحب الشمالية الغربية أحيانًا بالأنهار الجوية التي تنشأ في المحيط الهندي وتسبب هطول أمطار غزيرة في الأجزاء الشمالية الغربية والوسطى والجنوبية الشرقية من البلاد. تحدث هذه الظاهرة بشكل أكثر تكرارًا عندما تكون درجات الحرارة في شرق المحيط الهندي بالقرب من أستراليا أكثر دفئًا من تلك الموجودة في غرب المحيط الهندي (أي ثنائي القطب السلبي للمحيط الهندي). تتشكل الأنهار الجوية أيضًا في المياه الواقعة شرق وجنوب أستراليا وهي أكثر شيوعًا خلال الأشهر الأكثر دفئًا.

### أوروبا
وفقًا لمقال نشره لافرز وفيلاريني في Geophysical Research Letters، فإن 8 من أعلى 10 سجلات لهطول الأمطار اليومية في الفترة 1979-2011 كانت مرتبطة بأحداث الأنهار الجوية في مناطق بريطانيا وفرنسا والنرويج.

## الأقمار الصناعية وأجهزة الاستشعار
وفقًا لمقال نُشر في مجلة Eos عام 2011 بحلول عام 1998، تحسنت التغطية المكانية الزمنية لبيانات بخار الماء فوق المحيطات بشكل كبير من خلال استخدام "الاستشعار عن بعد بالموجات الدقيقة من الأقمار الصناعية ذات المدار القطبي"، مثل جهاز الاستشعار الخاص بالموجات الدقيقة/التصوير (special sensor microwave/imager SSM/I). وقد أدى هذا إلى زيادة الاهتمام بشكل كبير بـ "انتشار ودور" الأنهار الجوية. قبل استخدام هذه الأقمار الصناعية وأجهزة الاستشعار، كان العلماء يعتمدون بشكل رئيس على بالونات الطقس وغيرها من التقنيات ذات الصلة التي لم تكن تغطي المحيطات بشكل كافٍ. توفر تقنيات SSM/I والتقنيات المماثلة "قياسات عالمية متكررة لبخار الماء المتجمع فوق محيطات الأرض".

## ملحوظات
1. ↑  وفقًا لمقال Curry وآخرون، "المستجمعات المائية التي تهيمن عليها الثلوج هي نذير تغير المناخ."
2. ↑  تُنشر مجلة "Eos" أسبوعيًا بواسطة الاتحاد الجيوفيزيائي الأمريكي وتغطي موضوعات تتعلق بـ علوم الأرض.

## قراءة إضافية
- Les Rowntree (27 يوليو 2015). "When It Rains, It Pours: Historic Drought and Atmospheric Rivers". Bay Nature Magazine. مؤرشف من الأصل في 2024-09-24. اطلع عليه بتاريخ 2016-11-09.
- Climate change may lead to bigger atmospheric rivers - NASA

## روابط خارجية
- خريطة حالية لهطول الأمطار المتوقعة على مستوى العالم خلال الساعات الثلاث القادمة
- جزء من أخبار شبكة سي بي إس؛ 31 يناير 2024 : انضم مراسل شبكة سي بي إس نيوز البيئي بن تريسي إلى فريق من العلماء من الإدارة الوطنية للمحيطات والغلاف الجوي أثناء قيامهم بإسقاط أدوات مراقبة إلكترونية في نهر جوي أثناء رحلة استطلاعية عالية الارتفاع فوق المحيط الهادئ.